# مولیبدات لیتیم
مولیبدات لیتیم (به انگلیسی: Lithium molybdate) با فرمول شیمیایی Li۲MoO۴ یک ترکیب شیمیایی است. که جرم مولی آن 173.82 g/mol می‌باشد. شکل ظاهری این ترکیب، پودر سفید بی‌بو است.